# Anna Wilhelmine Catharina Veldkamp

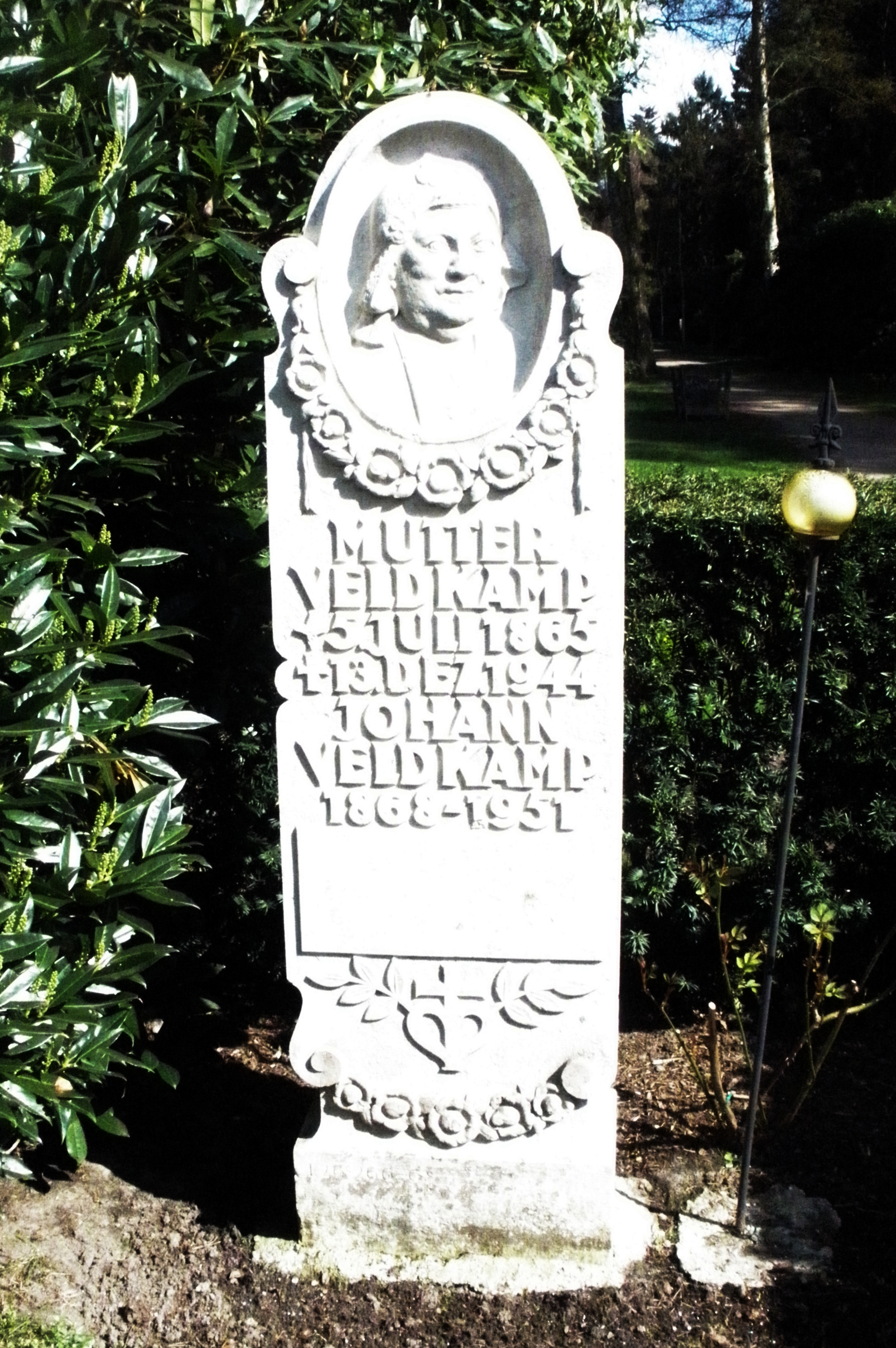
Grabstein für Mutter Veldkamp im Garten der Frauen auf dem Friedhof Ohlsdorf

Anna Wilhelmine Catharina Veldkamp, auch bekannt als Mutter Veldkamp, (* 5. Juli 1865 in Hamburg; † 13. Dezember 1944 ebenda) war die Besitzerin eines Cafés auf dem Hamburger Dom, eines dreimal im Jahr stattfindenden Volksfestes.

## Leben
Anna Wilhelmine Catharina Veldkamps Großmutter stammte aus Groningen, wo sie ab 1821 einen Zuckerwarenhandel betrieb. Mitte des 19. Jahrhunderts zog sie mit dem Geschäft nach Hamburg um. Sie vererbte das Unternehmen an ihre Tochter, die daraus ein kleines Café auf dem Dom aufbaute. Anna Wilhelmine Catharina Veldkamp übernahm die Einrichtung somit in dritter Generation von ihrer Mutter.
1900 heiratete sie einen Konditor, mit dem sie drei Söhne hatte. Den Spitznamen Mutter Veldkamp bekam Anna Wilhelmine Catharina Veldkamp aufgrund ihres Engagements für Hamburger Waisenkinder. Neben Geldspenden öffnete sie das Dom-Café an einem Tag ausschließlich für die Kinder, die hier kostenlos Kuchen und Kakao erhielten. Im Zweiten Weltkrieg wurde die Wohnung des Ehepaars während der Operation Gomorrha 1943 durch Bombentreffer zerstört. Das Ehepaar Veldkamp kam bei einem der Söhne unter. 
Anna Wilhelmine Catharina Veldkamp, die schon längere Zeit unter einer Herzerkrankung litt, starb am 13. Dezember 1944. Die Waisenkinder verabschiedeten sich von ihr mit Kerzen in den Händen. Ihr Grabstein ist heute im Garten der Frauen zu finden.

## Geschichte des Cafés
Anna Wilhelmine Catharina Veldkamp, die das Café von ihrer Mutter übernommen hatte, baute es zu einer Institution mit 1200 Sitzplätzen aus. Sie beschäftigte ca. 40 Kellner und eine Musikkapelle. Das Café aus Holzwänden hatte einen hohen Turm, auf der Außenseite des Gebäudes war das aus vielen Glühbirnen gestaltete Konterfei Mutter Veldkamps zu sehen. Sie selbst saß hinter der Kasse. Dabei trug sie holländische Haube, die aus Gold, Brüsseler Spitzen und mit Brillanten verzierten Ohreisen bestand. Der von der Großmutter geerbte Kopfschmuck verbrannte während der Luftangriffe auf Hamburg. 
Während des Zweiten Weltkriegs pausierte der Hamburger Dom ab 1940. Die eingelagerten Aufbauten und Einrichtungsgegenständen des Cafés verbrannten während der Operation Gomorrha.